# Karma Sherab Tharchin
Karma Sherab Tharchin (tibétain : ཀརྨ་ཤེས་རབ་ཚེ་བརྟན, Wylie : karma shes rab tshe brtan) né en 1954 au Tibet et exilé en Inde, est un homme politique tibétain, député du Parlement tibétain en exil. De formation universitaire et monastique, il y représenta l'école kagyu du bouddhisme tibétain.

## Biographie
Karma Sherab Tharchin est né dans une famille nomade du nord d'Uru au Tibet central en 1954.
Il a fui le Tibet à l'époque du soulèvement tibétain de 1959 et fut admis plus tard au monastère de Rumtek, au Sikkim, siège en exil de l'école karma Kagyu.
Il occupé diverses fonctions monastiques avant de rejoindre l'Institut central d'études supérieures tibétaines à Sarnath, Varanasi, où il a étudié jusqu'au niveau Uttar Madhyama. Il a ensuite été affecté à Rumtek et au monastère de Ralang Palchen Choling. Il fut trésorier (Zod-pa) de Tshur-Phu Gyal-tsab ladang.
Le 9 mai 1992, en tant que représentant de Gyaltsab Rinpoché, il accompagna Akong Rinpoché au Tibet y apportant la lettre de prédiction qui devait permettre de découvrir le 17e karmapa .
Il a été élu aux 12e et 14e Assemblées tibétaines du Parlement tibétain en exil où il a représenté l'école kagyu du bouddhisme tibétain.